# جاكوب إتش فرايز
جاكوب إتش فرايز (بالإنجليزية: Jacob H. Fries)‏ هو صحفي أمريكي، ولد في 1978.